# Kyle Howard
Kyle Howard (ur. 13 kwietnia 1978 w Loveland w stanie Kolorado) – amerykański aktor filmowy i telewizyjny. Kariera Howarda jako aktora telewizyjnego i filmowego rozpoczęła się w roku 1996 od roli w filmie Areszt domowy.

## Filmografia
- Areszt domowy (House Arrest, 1996) jako Grover Beindorf
- Trigger Happy (1996) jako Kyle
- Gazeciarze (The Paper Brigade, 1996) jako Gunther Wheeler
- Hooked (1996) jako Kevin
- Szpital Dobrej Nadziei (Chicago Hope, 1997) jako Alexander Verdulyak
- Inwazja (Robo Warriors, 1997) jako Zach Douglas
- Szkielety (Skeletons, 1997) jako Zach Crane
- Pod nieznanym adresem (Address Unknown,  1997) jako Matt Kester
- Pan Złota Rączka (Home Improvement, 1997) jako Greg Clark
- Niebieski Pacyfik (Pacific Blue, 1998) jako Josh Timmons
- Love Boat: The Next Wave (1998) jako Danny Kennedy
- Geniusze w pieluchach (Baby Geniuses, 1999) jako Dickie
- Sign of the Times (1999) jako Clerk
- Townies (1999) jako Tuffy
- Ich trzech i dziewczyny (Opposite Sex, 2000) jako Philip W. Steffan
- Wczorajsze dzieci (Yesterday's Children, 2000) jako Kevin Cole
- Grosse Pointe (2000-2001) jako Dave
- Przyjaciele (Friends, 2001) jako Alan Lewis
- Class of '06 (2002) jako Elliot
- Kwaśne pomarańcze (Orange County, 2002) jako Arlo
- Boston Public (2001-2002) jako Ferris Kaplan
- Powrót do Providence (Providence, 2002) jako Aidan Green
- Siostrzyczki (What I Like About You, 2003) jako Evan
- Bobby kontra wapniaki (King of the Hill, 2003) jako Steve (głos)
- The Drew Carey Show (2002-2003) jako Evan
- Szczęśliwy numerek (Easy Six, 2003) jako J.P. Stallman
- Hawaii (2004) jako Trey
- Run of the House (2003–2004) jako Chris Franklin
- True (2005)
- 8 prostych zasad (8 Simple Rules... for Dating My Teenage Daughter, 2005) jako Bruno
- The Bad Girl's Guide (2005) jako Damian
- Bez skazy (Nip/Tuck, 2005) jako Kevin Miller
- Related (2005-2006) jako Joel
- CSI: Kryminalne zagadki Las Vegas (C.S.I.: Crime Scene Investigation, 2006) jako Jeff Powell
- Wzór (NUMB3RS, 2007) jako Jason Aronow
- Świąteczny więzień (Holiday in Handcuffs, 2007) jako Jake Chandler
- Zaklinacz dusz (Ghost Whisperer, 2008) jako Travis Ackerman
- Extreme Movie (2008) jako Chłopak pijanej dziewczyny
- Stworzeni dla siebie (Made for Each Other, 2009) jako Ed
- Moje chłopaki (My Boys, 2006-2010) jako Bobby Newman
- Smothered (2011) jako Zack
- Miłość w wielkim mieście (Love Bites, 2011) jako Carter
- Happy Valley (2012) jako Brandon
- Nie zadzieraj z zołzą spod 23 (Don't Trust the B---- in Apartment 23, 2013) jako Daniel
- Bananowy doktor (Royal Pains, 2011-2013) jako dr Paul Van Dyke
- All Stars (2013) jako Brad
- Paging Dr. Freed